# Owe Jonsson
Owe Jonsson   (Växjö, 23 de novembre de 1940 - Växjö, 29 de setembre de 1962) fou un atleta suec, especialista en curses de velocitat, jugador d'hoquei sobre gel i bandy.
En el seu palmarès destaca una medalla d'or en la cursa dels 200 metres al Campionat d'Europa d'atletisme 1962, així com set campionats nacionals, dos en els 100 metres (1961 i 1962), tres en els 200 metres (1960 a 1962), un en els 4x400 metres (1962) i un en el relleu suec (1961).
Tretze dies després de guanyar la medalla d'or al Campionat d'Europa de 1962 va morir en un accident de cotxe.

## Millors marques
- 100 metres. 10,4" (1961)[7]
- 200 metres. 20.7" (1962)[8]
- 400 metres. 47,8" (1962)[7]